# European Small Nations Squash Tournament
Das European Small Nations Squash Tournament (ESNST) war ein innerhalb eines Turniers ausgetragener Ländervergleich zwischen den Kleinen Nationen des europäischen Squashsports. Es war ein offizielles Event des europäischen Squashverbandes, der European Squash Federation (ESF).

## Historie
Für Sportler aus kleineren Ländern kann es sehr schwierig sein, internationales Niveau zu erreichen, da dazu die Wettbewerbsmöglichkeiten fehlen. Aus diesem Grund wurden die Spiele der kleinen Staaten von Europa gegründet, zunächst noch ohne Squash. Deshalb entschieden sich die Squashverbände von Andorra, Zypern, Monaco und Luxemburg eine vergleichbare Veranstaltung ins Leben zu rufen. Erstmals wurde das Turnier von diesen Nationen 1989 in Zypern ausgetragen. Bereits 1991 nahmen vier weitere Nationen bei der zweiten Auflage des Turniers teil. Im Rahmen der Veranstaltung beschlossen die Delegierten der Länder, das Turnier ab sofort jährlich auszurichten. Die letzte Austragung fand 2009 statt, da Squash schließlich ins Wettkampfprogramm der Spiele der kleinen Staaten von Europa aufgenommen wurde.

## Teilnehmer
Die Veranstaltung war für Herren als auch für Damen gedacht. Entsprechend konnte jedes Land eine Herren- und eine Damenmannschaft an den Start schicken. Teilnehmerländer des ESNSTs waren:
- Andorra
- Island
- Liechtenstein
- Luxemburg
- Malta
- Monaco
- San Marino
- Zypern

## Sieger
- Malta: 3 × Herren + 9 × Damen
- Liechtenstein: 8 × Herren + 2 × Damen
- Luxemburg: 4 × Herren + 4 × Damen
- Zypern: 3 × Herren + 4 × Damen
- Andorra: 1 × Herren
- Monaco: 1 × Herren

| Jahr | Sieger Herren | Sieger Damen      | Austragungsort |
| ---- | ------------- | ----------------- | -------------- |
| 2009 | Malta         | nicht ausgespielt | Malta          |
| 2008 | Monaco        | Malta             | Monaco         |
| 2007 | Luxemburg     | Luxemburg         | Island         |
| 2006 | Luxemburg     | Luxemburg         | Luxemburg      |
| 2005 | Zypern        | Luxemburg         | Zypern         |
| 2004 | Zypern        | Luxemburg         | Liechtenstein  |
| 2003 | Liechtenstein | Malta             | Malta          |
| 2002 | Zypern        | Malta             | Monaco         |
| 2001 | Liechtenstein | Malta             | Malta          |
| 2000 | Liechtenstein | Liechtenstein     | Island         |
| 1999 | Liechtenstein | Malta             | Liechtenstein  |
| 1998 | Liechtenstein | Malta             | Luxemburg      |
| 1997 | Liechtenstein | Malta             | Zypern         |
| 1996 | Malta         | Liechtenstein     | Ungarn         |
| 1995 | Liechtenstein | Zypern            | Liechtenstein  |
| 1994 | Liechtenstein | Zypern            | Monaco         |
| 1993 | Malta         | Malta             | Malta          |
| 1992 | Luxemburg     | Zypern            | Island         |
| 1991 | Luxemburg     | Malta             | Luxemburg      |
| 1989 | Andorra       | Zypern            | Zypern         |